# ستريسا
ستريسا، (بالإنجليزية: Stresa)‏، هي بلدة، و(بلدية) من حوالي 5000 شخص على شواطئ بحيرة ماجيوري، في مقاطعة فربانو كوزيو أوسولا، في منطقة بيدمونت، في شمال إيطاليا، على بعد حوالي 90 كم (56 ميل) شمال غرب ميلانو. وتقع على الطرق البرية والسكك الحديدية المؤدية إلى سيمبالون باس.

## السكان
في سنة 1861 بلغ عدد السكان 3٬050 نسمة، وتطور العدد ليصل في سنة 2011 لـ 4٬816 نسمة.
يظهر هذا المخطط البياني تطور النمو السكاني لستريسا